# Scopura jiri
Scopura jiri är en bäcksländeart som beskrevs av Jin, Y. och Bae 2005. Scopura jiri ingår i släktet Scopura och familjen Scopuridae. Inga underarter finns listade i Catalogue of Life.